# 黑湖 (捷克)
黑湖（捷克語：Černé jezero，意为黑色的湖）是位於捷克鐵礦鎮的湖泊，毗鄰鐵礦鎮，長0.53公里、寬0.35公里，面積0.18平方公里，集水區面積1.28平方公里，海拔高度1,008米，平均水深15米，最大水深40米，蓄水量288萬立方米，湖岸線長度1,300米。

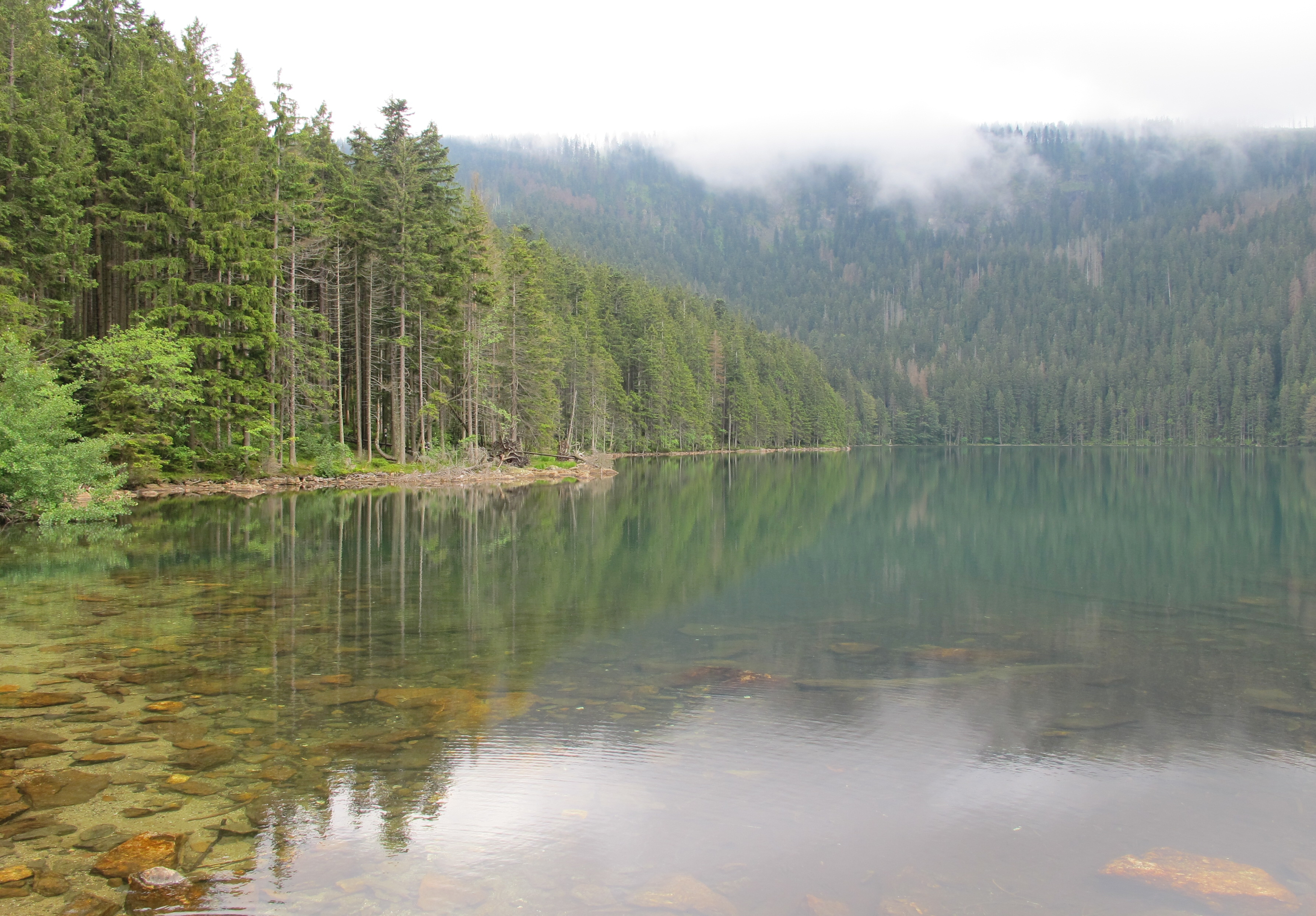
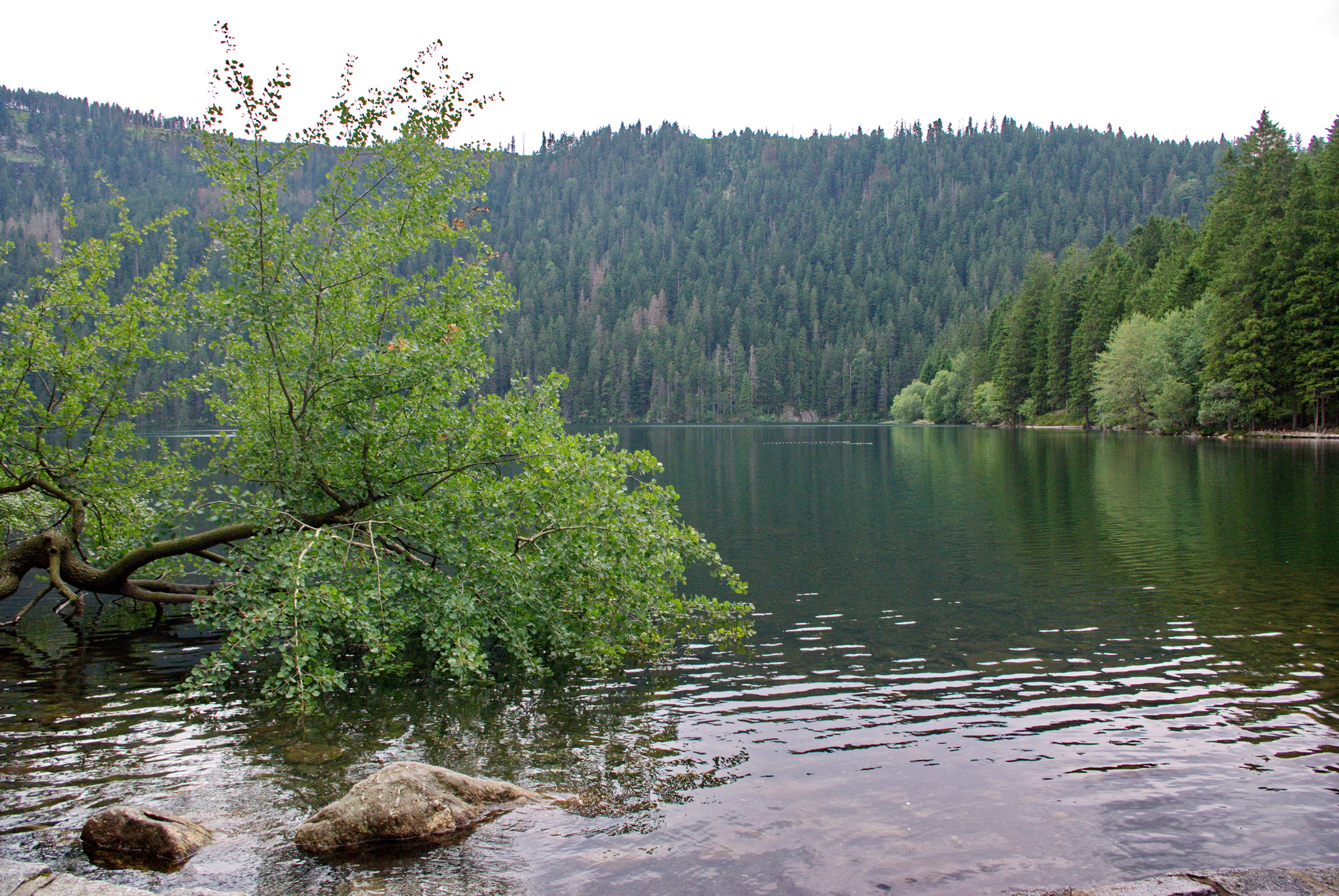
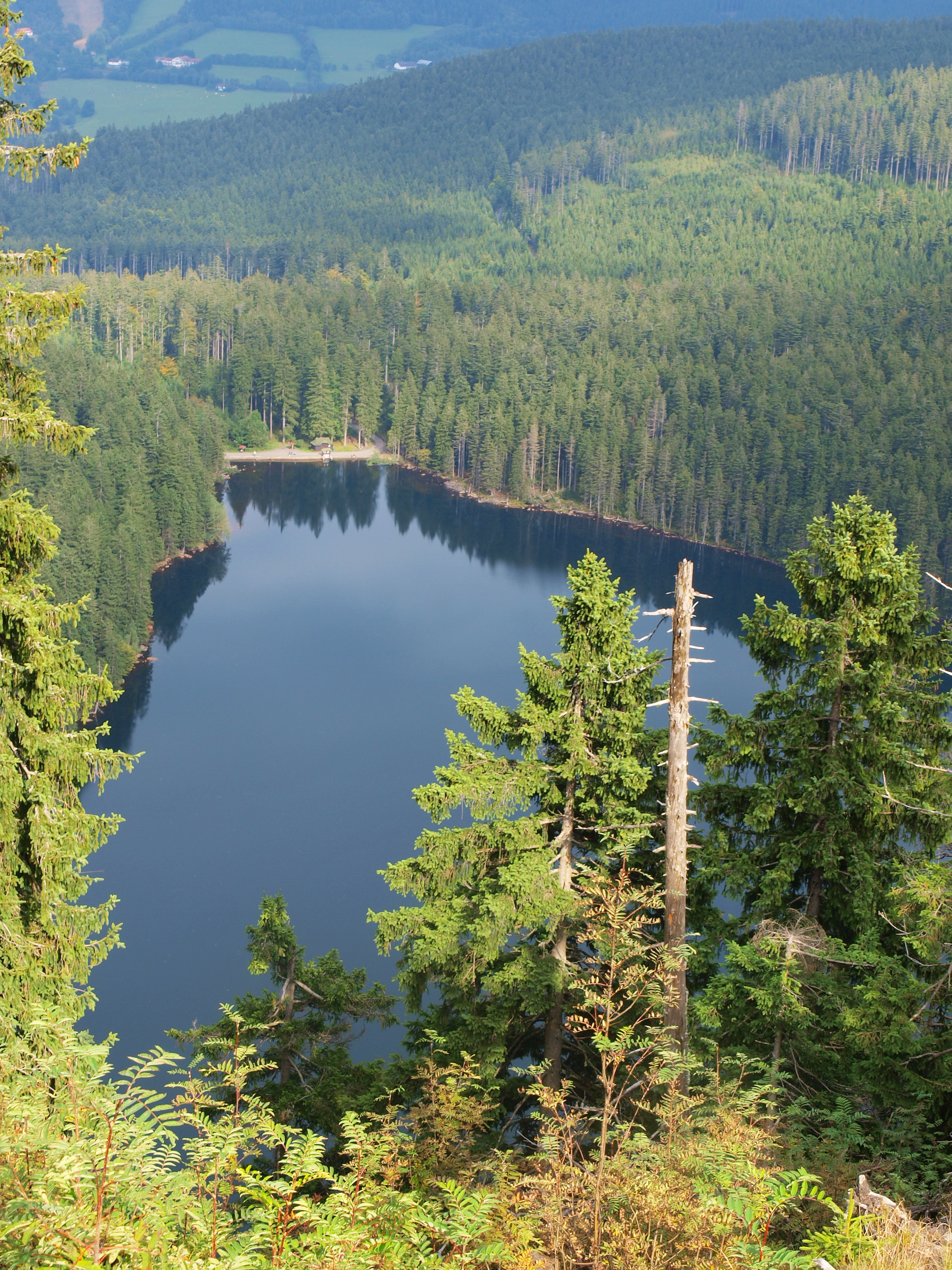
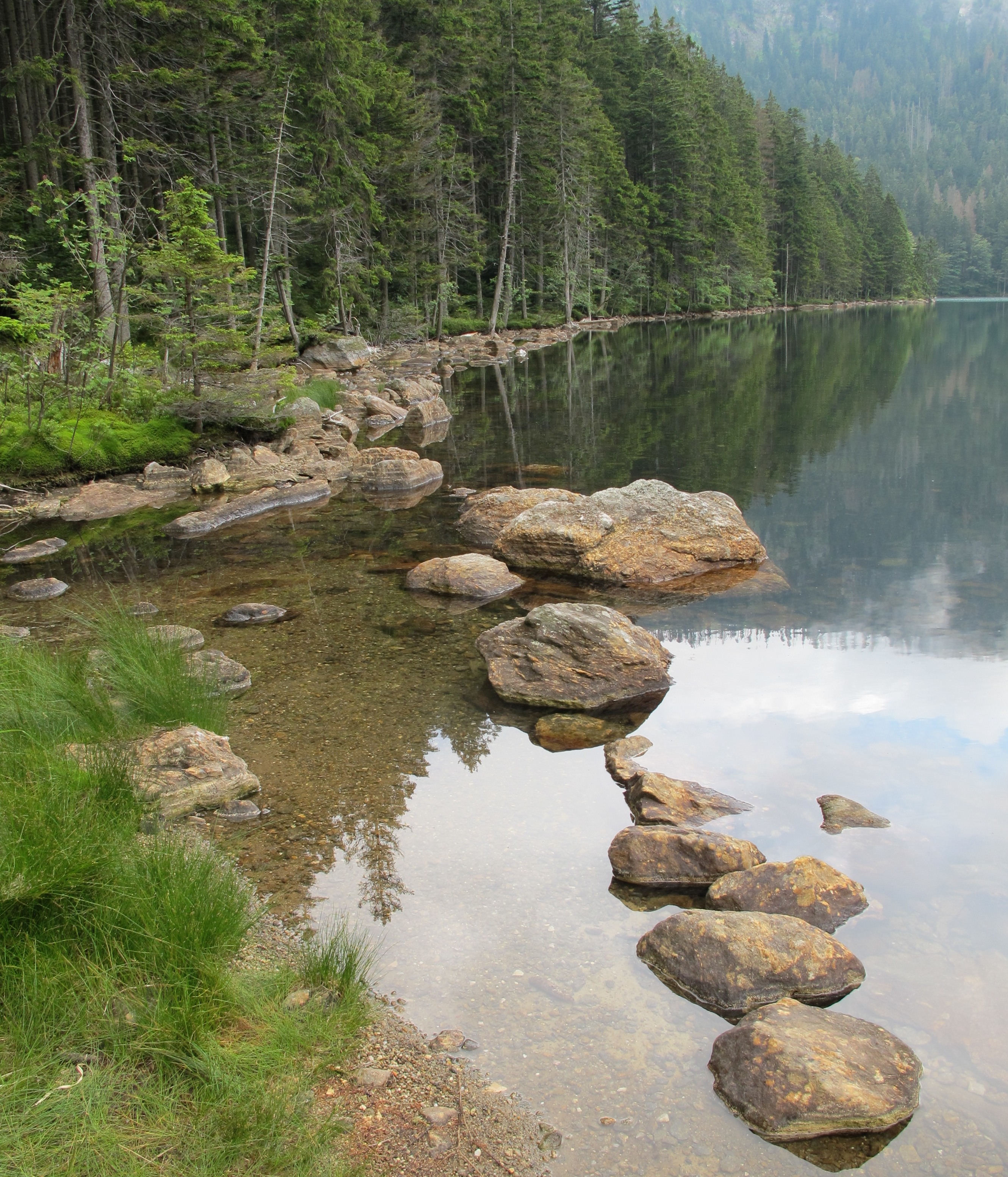